# 河純ひなみ
河純 ひなみ（かわすみ ひなみ、1988年12月14日 - ）は、日本のAV女優。バービープロ所属。
身長:158cm。スリーサイズ:B83(D)・W58・H85。血液型:A型。

## 略歴・人物
2009年にAVデビュー。女子校生役での出演が多い。

## 出演作品

### アダルトビデオ
2009年
- 首都圏 援交 64 （6月2日、プレステージ）
- スゴ〜く! 制服の似合う素敵な娘 ひなみ （8月25日、オーロラプロジェクト）
- 田舎から東京にやって来た 修学旅行生 （9月5日、SODクリエイト）※「川島奈美」名義
- Peaches & Cream Hip （9月26日、オーロラ・プロジェクト）
- 記録 record:03 （11月13日、ゴーゴーズ）
- 菜食自慰 vol.03 （11月27日、ゴーゴーズ）…オムニバス作品
- 素人援交生中出し 78 （12月31日、プラム）

2010年
- 地元のカワイイ女の子 新潟県長岡市・Hちゃん （1月15日、S級素人）
- 噂の激カワ女子校生 6 （2月19日、おかず。）
- スポーツ強豪校の超カワイイ女子マネージャー達はやっぱり部室で男子部員にヤラれている! （1月21日、Hunter）…オムニバス作品
- お風呂あがりに汗ばみノーブラで涼んでいる女は、○○を見た瞬間もう一度濡れる （2月18日、SODクリエイト）…オムニバス作品
- 芸能人超激似ナンパ 押○もえ 大○愛 松○か子 加○愛 編 （3月10日、ホットエンターテイメント）…オムニバス作品
- 関東女子校MAP 黒タイツ編 （3月19日、ROOKIE）
- 素人コギャルHEAVEN 4時間 NEO 16 （3月26日、おかず。）…オムニバス作品
- ノーパン・ハイスクール 2 （4月7日、プレミアム）
- エロカワ娘の腰ふり騎乗位 （4月13日、アロマ企画）…オムニバス作品
- ノーブラミニスカちら見せハイスクール 2 （4月13日、アロマ企画）…オムニバス作品
- 憧れのクラスメイト （4月16日、BAZOOKA）
- 放課後ソープランド （4月22日、アキノリ）
- 女子校生の太股とパンチラ 4 （4月25日、アロマ企画）…オムニバス作品
- ウチを泊めてください。 01 （5月12日、プレステージ）
- 突然、パンツの中で発射（イカ）されちゃった僕。 2 （5月13日、アロマ企画）…オムニバス作品
- 絶対領域専科 2 〜ミニスカ&ニーソとムッチリ太腿の誘惑〜 （5月13日、アロマ企画）…オムニバス作品
- JK-SWEET 〜美脚女子校生2〜 （5月21日、BAZOOKA）
- かわいい妹生中出し4時間 (11月19日、グレイズ)オムニバス作品
- 女子高生、大悶絶。 (11月19日、SEX Agent)オムニバス作品

## 電子書籍

### デジタル写真集
- 妹のめばえ （2009年7月、イースト・プレス）
- 寸止めエロ娘。 ハタチの記念に… （2009年8月、イースト・プレス）